# المنطقة الاقتصادية الخالصة لفرنسا

المنطقة الاقتصادية الخالصة لفرنسا.

تمتلك فرنسا، بفضل مقاطعاتها ومناطقها ما وراء البحار المنتشرة في جميع محيطات الأرض، ثاني أكبر منطقة اقتصادية خالصة في العالم. إجمالي المساحة الاقتصادية الخالصة لفرنسا هي 11,691,000 كـم2 (4,514,000 ميل2). 
وتغطي حوالي 7% من مساحة جميع المناطق الاقتصادية الخالصة في العالم، في حين أن الجمهورية الفرنسية لا تشكل سوى 0.45% من مساحة اليابسة في العالم.

## الجغرافيا

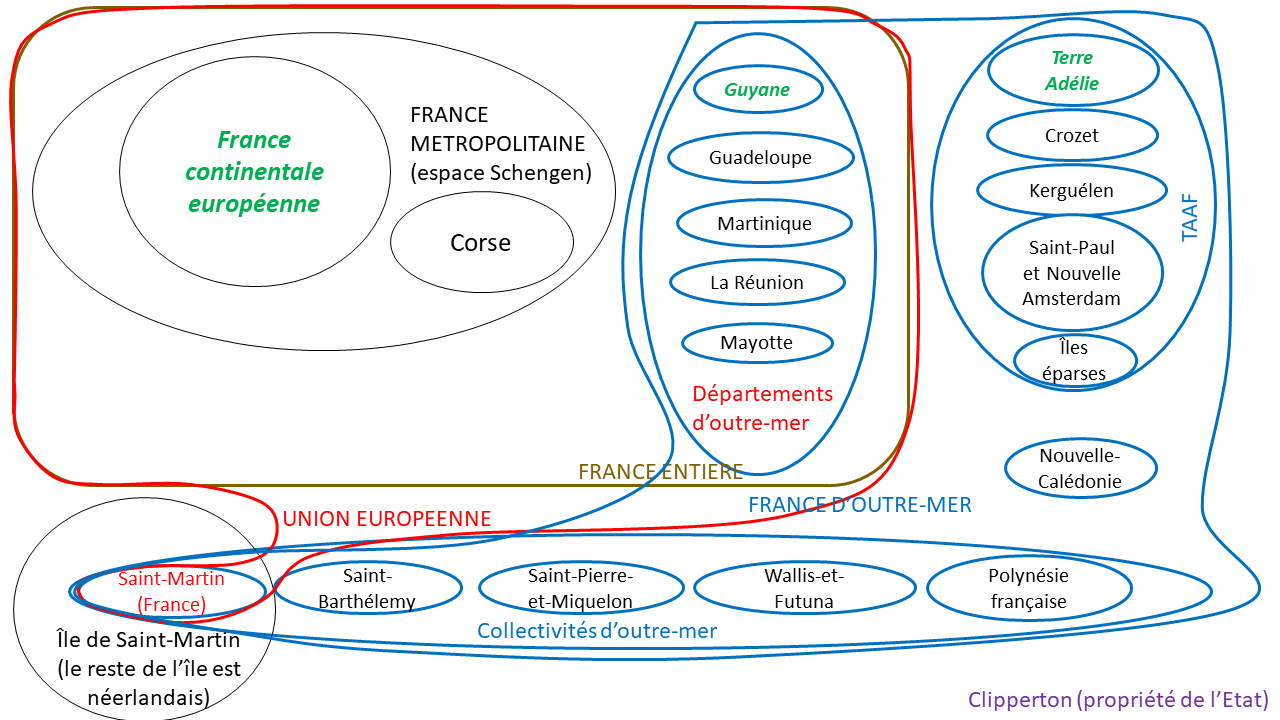
تتكون فرنسا من فرنسا القارية والمقاطعات الخارجية لها وبالإضافة إلى سان مارتين هي جزء من الاتحاد الأوروبي. فرنسا القارية باللون الأخضر وبالخط المائل.

تعتبر مياه موناكو بمثابة جيوب ضمن المنطقة الاقتصادية الخالصة الفرنسية. أما بالنسبة لجزر القنال فإن الوضع غير واضح إلى حد كبير. تُظهر بعض الخرائط أن المنطقة الاقتصادية الخالصة مُحاطة بالمنطقة الاقتصادية الخالصة الفرنسية،  بينما تظهر خرائط أخرى أن المنطقة الاقتصادية الخالصة في غيرنزي تمتد إلى الحدود مع المنطقة الاقتصادية الخالصة للمملكة المتحدة.   
خارج فرنسا القارية والأقاليم أو المجتمعات الخارجية (غوادلوب، غويانا، مارتينيك، مايوت، لا ريونيون وسانت مارتن)، لا تعتبر أي من الأراضي أدناه، وبالتالي المنطقة الاقتصادية الخالصة التابعة لها، جزءًا من الاتحاد الأوروبي .
| المنطقة الاقتصادية الخالصة     | المساحة (كم 2)                   |
| ------------------------------ | -------------------------------- |
| فرنسا القارية                  | 371,096                          |
| سان بيير وميكلون               | 12,387                           |
| غوادلوب ومارتينيك              | 138,440                          |
| سانت بارتيليمي وسانت مارتن     | 5,202                            |
| غويانا                         | 131,506                          |
| لا ريونيون                     | 317,356                          |
| مايوت                          | 69,238                           |
| جزر إيبارسيس                   | 634,853                          |
| جزر كروزيت                     | 572,919                          |
| جزر كيرغولين                   | 565,723                          |
| جزيرة سانت بول وجزيرة أمستردام | 510,699                          |
| كاليدونيا الجديدة              | 1,364,591                        |
| واليس وفوتونا                  | 262,563                          |
| بولينيزيا الفرنسية             | 4,793,620                        |
| جزيرة كليبرتون                 | 436,431                          |
| المجموع                        | 10,186,624 كـم2 (3,933,078 ميل2) |

## نزاعات
- تطالب فرنسا ببعض المنطقة الاقتصادية الخالصة الكندية في سان بيير وميكلون، استناداً إلى تعريف جديد للجرف القاري والمنطقة الاقتصادية الخالصة بين البلدين. تقع جزيرة سان بيير وميكلون في محيط المنطقة الاقتصادية الخالصة الكندية بالكامل.
- تدعي موريشيوس السيادة على تروملين على الرغم من عدم ذكرها في قائمة المادة الثامنة من معاهدة باريس لعام 1814. يتم إدارتها كجزء من الأراضي الفرنسية الجنوبية والقطبية الجنوبية. [8]

## روابط خارجية
- مناطق السيادة والاختصاص البحري لفرنسا نسخة محفوظة 2021-01-02 على موقع واي باك مشين. </link>